# 이리나 엠브리흐
이리나 엠브리흐(에스토니아어: Irina Embrich, 1980년 7월 12일~)는 에스토니아의 펜싱 선수로 주 종목은 에페이다. 2020년 하계 올림픽 여자 에페 단체전에서 금메달을 획득했으며 세계 선수권 대회에서 금메달 1개, 은메달 3개, 동메달 1개를 획득했다.
결혼 전 이름은 이리나 잠코바야(에스토니아어: Irina Zamkovaja)였다.